# イマジネーション (SPYAIRの曲)
「イマジネーション」は、日本のロックバンドであるSPYAIRの楽曲。同バンドの14枚目のシングルとして、2014年4月30日にSony Music Associated Recordsからリリースされた。

## 概要
前作「JUST ONE LIFE」から約5か月ぶりのリリースとなるシングル。表題曲は、アニメ『ハイキュー!!』のオープニングテーマに起用された。
表題曲にはミュージック・ビデオが制作されており、演奏するメンバーと、メンバーたっての希望で参加したアスリート3名によるパフォーマンスが交錯する演出となっている。また、4月25日には、SPYAIR Official YouTube Channel上で「イマジネーション (MUSIC VIDEO) [謎解きver.]」が公開。本来のミュージック・ビデオとの違いと一瞬だけ現れる言葉を並べ替えて出来る単語を見つけ出し、特設サイトに答えを応募すると、正解者の中から抽選で非売品ポスターがプレゼントされる「イマジネーション謎解きキャンペーン」が行われた。
初回生産限定盤と通常盤の2形態でリリース。初回盤には、「イマジネーション」のミュージック・ビデオと、『SPYAIR TOUR 2013 "MILLION"』におけるMC集が収録されたDVDが付属する。
アルバム初収録は2014年11月発売の『BEST』だが、その後2015年11月発売の4th Album『4』でオリジナルアルバムにも収録される。
2024年4月13日(土)TBS系『『この歌詞が刺さった！グッとフレーズ
春…出会いと別れに刺さる歌詞SP』にて、紹介された。

## 収録内容
| 全作曲・編曲: UZ。 |                              |              |            |      |
| #                  | タイトル                     | 作詞         | 作曲・編曲 | 時間 |
| 1.                 | 「イマジネーション」         | MOMIKEN      | UZ         | 2:57 |
| 2.                 | 「Trust your anthem」        | UZ & MOMIKEN | UZ         | 2:54 |
| 3.                 | 「イマジネーション」(inst.)  |              | UZ         | 2:57 |
| 4.                 | 「Trust your anthem」(inst.) |              | UZ         | 2:51 |
| 合計時間:          | 合計時間:                    | 合計時間:    | 11:39      |      |

| #  | タイトル                               | 作詞 | 作曲・編曲 |
| -- | -------------------------------------- | ---- | ---------- |
| 1. | 「イマジネーション」(Music Video)      |      |            |
| 2. | 「『SPYAIR TOUR 2013 "MILLION"』MC集」 |      |            |

## 楽曲解説
1. イマジネーション
  - MBS・TBS系アニメ『ハイキュー!!』オープニングテーマ[9]

アニメから受けたインスピレーションをもとに作詞・作曲された疾走感が溢れるロックナンバー[8]。

## チャート成績
オリコンチャートのCDシングル週間ランキングでは、2014年5月12日付のランキング最高順位9位を記録し、「現状ディストラクション」以来となるTOP10を獲得した。
ビルボードのシングルチャートでは、2014年5月12日付のランキングで、6位を獲得、アニメチャートでは2位を獲得している。

## 収録アルバム
1. イマジネーション
  - 1stベスト・アルバム『BEST』
  - 4thスタジオ・アルバム『4』
  - 2ndベスト・アルバム『BEST OF THE BEST』
2. Trust your anthem
  - 1stベスト・アルバム 『BEST』

## カバー
- Afterglow［美竹蘭（佐倉綾音）］ - ゲーム『バンドリ! ガールズバンドパーティ!』に収録（2018年5月10日配信）[13]。

## New Version
新ボーカル・YOSUKEによる再レコーディング・バージョンが、2023年9月24日に配信リリースされた。

### 収録曲
| #         | タイトル                             | 作詞      | 作曲      | 時間 |
| --------- | ------------------------------------ | --------- | --------- | ---- |
| 1.        | 「イマジネーション - New Version -」 | MOMIKEN   | UZ        | 2:55 |
| 合計時間: | 合計時間:                            | 合計時間: | 合計時間: | 2:55 |